# トゥンガバドラー川

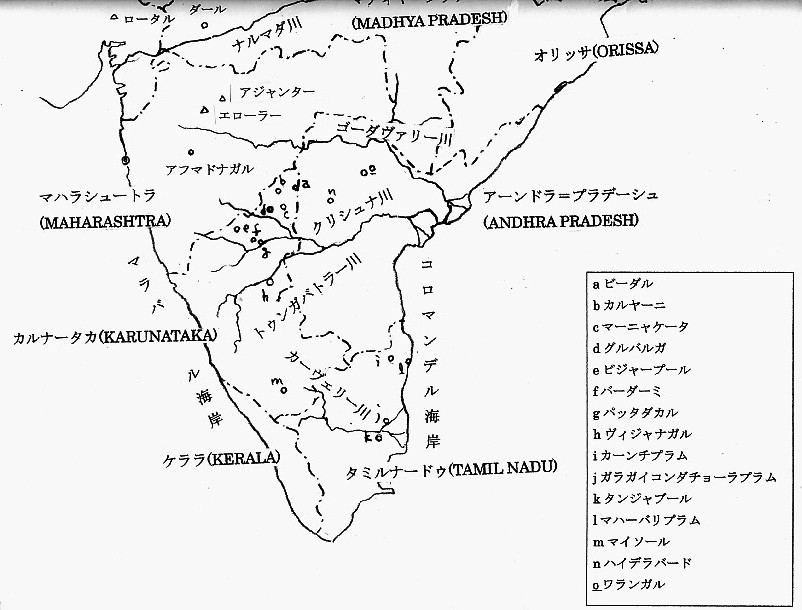
デカン、南インドの中世都市及び河川

トゥンガバドラー川（トゥンガバドラーがわ、カンナダ語:ತುಂಗಭದ್ರ ನದಿ、テルグ語:తుంగభద్ర、）は、インドの南部、カルナータカ州の中央部をおおむね東北東に流れ、アーンドラ・プラデーシュ州でクリシュナ川に合流する川。この川とクリシュナ川にはさまれた地域は、経済的に豊かな土地だったため、インド南端部の王朝とデカン高原を支配する王朝との係争地帯になった。10 - 11世紀は、後期チャールキヤ朝とチョーラ朝が争い、12 - 14世紀初めは、ヤーダヴァ朝とホイサラ朝、14世紀後半 - 15世紀にかけては、バフマニー朝とヴィジャヤナガル王国が争った。